# Дилкирхен
Дилкирхен (њем. Dielkirchen) општина је у њемачкој савезној држави Рајна-Палатинат. Једно је од 81 општинског средишта округа Донерсберг. Према процјени из 2010. у општини је живјело 541 становника. Посједује регионалну шифру (AGS) 7333014.

## Географски и демографски подаци
Дилкирхен се налази у савезној држави Рајна-Палатинат у округу Донерсберг. Општина се налази на надморској висини од 194 метра. Површина општине износи 8,1 km². У самом мјесту је, према процјени из 2010. године, живјело 541 становника. Просјечна густина становништва износи 67 становника/km².